# Tiocu de Jos
Tiocu de Jos (węg. Alsótők) – wieś w Rumunii, w okręgu Kluż, w gminie Cornești. W 2011 roku liczyła 135 mieszkańców.